# Jack Waller
Jack Waller né le 28 janvier 1997, est un joueur anglais et britannique de hockey sur gazon. Il évolue au poste de défenseur ou de milieu de terrain à La Gantoise et avec les équipes nationales anglaise et britannique.

## Carrière

### Coupe du monde
- Top 8 : 2018

### Championnat d'Europe
- Top 8 : 2019

### Jeux olympiques
- Top 8 : 2020